# Casopa

Mapa con la ubicación aproximada de algunas de las principales ciudades del antiguo Epiro donde se aprecia la situación de Casopa, al sur.

Casopa (en griego: Κασσώπα, Κασσώπη, Κασσωπία) fue una antigua ciudad griega en la región de Epiro. Controlaba un territorio conocido por el nombre de Casopia.
Demóstenes señala que en el territorio de Casopia se hallaban las ciudades de Pandosia, Elatria y Buqueta que fueron conquistadas por Filipo, quien las cedió a su cuñado Alejandro de Epiro.
Estrabón señala que los casopeos, al igual que los tesprotos, los anfiloquios, los atamanes y los molosos figuraban entre los pueblos originarios de Epiro. También dice que los casopios eran de origen tesproto.
El primer asentamiento en el sitio se remonta al Paleolítico, pero la ciudad fue fundada a mediados del siglo IV a. C., Perteneció a la Liga Etolia.
Como otras tribus epirotas, un poblado situado en una posición geográfica más central que los demás sirvió de lugar de reunión para las festividades tribales. El centro de este culto común se localizó al este de Casopa, en la vertiente oriental del monte Zalongo. Hacia finales del siglo V a. C., la cercanía al santuario tribal y una situación económica y política más favorable llevaron al poblado a convertirse en el centro administrativo y político de la casopeos, y los poblados dispersos por el territorio se unieron mediante sinecismo en Casopa. La elección se debió a su dominio de las rutas comerciales entre el norte y el sur de Epiro, y por su proximidad a los dos puertos de la región, Michailisti en el golfo de Ambracia y Kastrosykie en el mar Jónico.
Es mencionada expresamente como una ciudad por Diodoro Sículo, en el marco de la guerra de Casandro contra Alcetas II de Epiro, en el 312 a. C. Se conservan monedas de bronce de Casopa fechadas hacia 340-325 a. C. con la inscripción «ΚΑΣΣΩΠΑΙΩΝ». También es mencionada en listas de teorodocos de Epidauro. Se localiza en unos restos que se hallan en las laderas del monte Zalongo cerca de la actual Kamarina, y que incluyen un teatro y un templo de Afrodita.
Floreció en el siglo III a. C., cuando se construyeron importantes edificios públicos En el transcurso de este siglo, Casopea se amplió por el sur. Originariamente se extendía sobre un altiplano a un altura de 550 m, protegido por el norte por una cadena montañosa. Dado que contaba con defensas naturales en varios puntos, se fortificaron los lados oeste y sur.
Fue destruida por los romanos en el 168-167 a. C. Fue abandonado en el año 31 a. C. cuando se reasentó a los habitantes en Nicópolis, nueva capital de la región.

## Arqueología

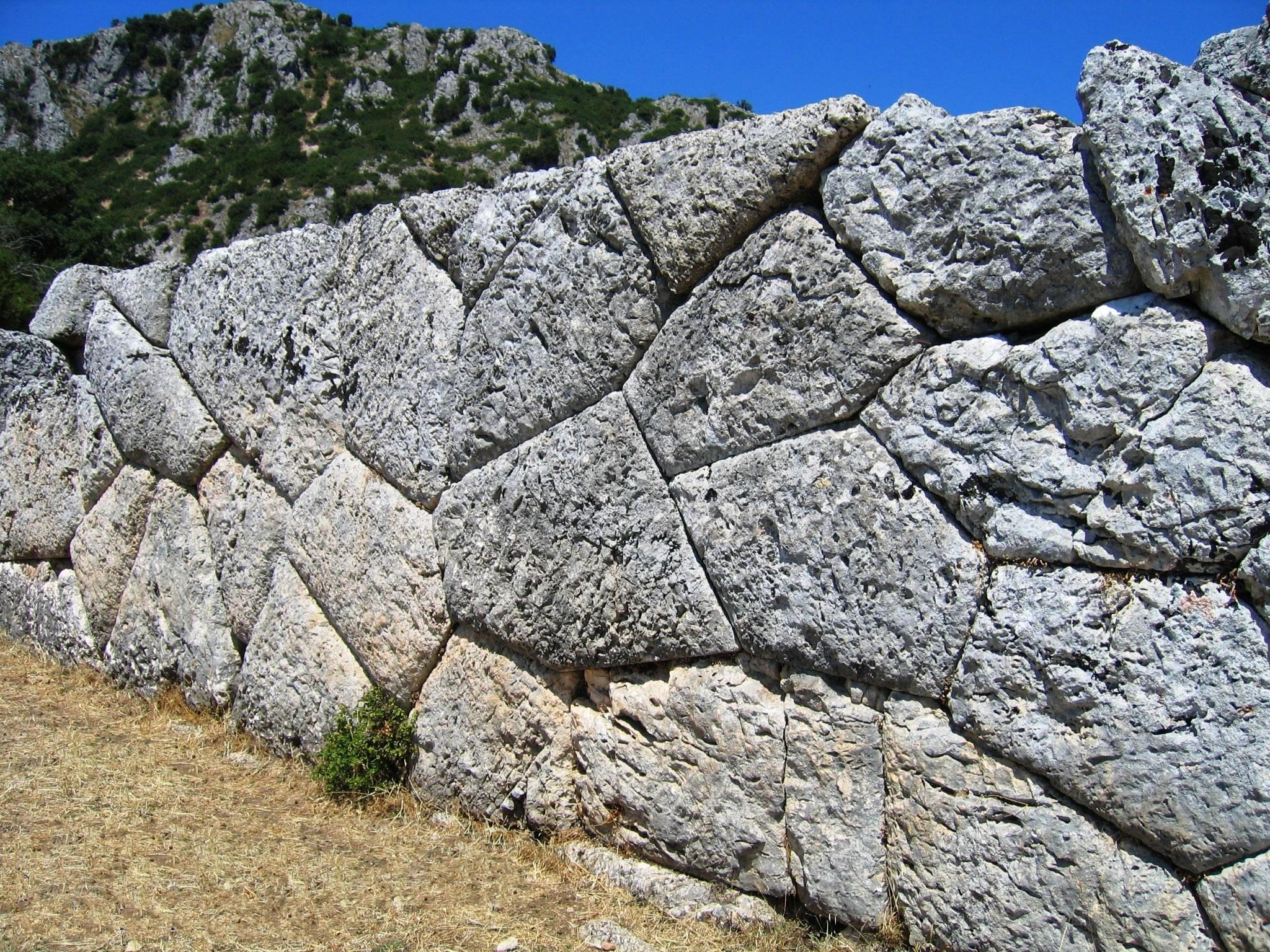
Murallas.

Las ruinas de Casopea fueron visitadas y descritas por William Martin Leake a inicios del siglo XIX. Una extensa excavación fue realizada por un equipo de arqueólogos dirigidos por Sotiris Dakaris en 1952, 1955 y 1977-1983 por cuenta de la Universidad de Ioánina y el Instituto Arqueológico Alemán, en las que participaron los arqueólogos S. Dakaris, Wolfram Hoepfner, Konstantina Gravani y Ernst-Ludwig Schwandner. 
En 1964, tuvo lugar la publicación de los datos relativos a los trabajos de excavación de Casopa y otras localidades del antiguo Epiro, a cargo del Athens Center of Ekistics, bajo la dirección de S. Dakaris.
La muralla de aparejo poligonal, estaba interrumpida por dos arcos en los puntos de salida de las calles principales, en el eje este-oeste.
En el lado septentrional se construyeron dos acrópolis fortificadas situadas en colinas de 748 y 682 m. Ambas poseían grandes cisternas de agua.
El trazado de la ciudad era hipodámica. Dos grandes calles dividían la ciudad en tres sectores: la meridional de 5-5,60 m de anchura, y de 4,30-4,40  la septentrional, en sentido este-oeste. De los tres sectores el meridional medía 64 x 152 m, el central era un cuadrado de 126 m de lado y el septentrional medía 70 m de largo. Al menos 20 calles, en sentido norte-sur, de 4-4,40 m de anchura, dividían los tres sectores en unas 60 islas de casas rectangulares, cuya anchura es de 30,30 m, mientras que la longitud varía de 70 a 126 m. Otras calles más estrechas, de 3-3,10 m de anchura, se cruzaban con las de sentido norte-sur, dividiendo en cierto modo las islas, de forma muy alargada, en unidades rectangulares más pequeñas, como la calle que limita al norte con el Pritaneo.
El ágora se encontraba en el sector meridional. En ella se levantaron numerosos edificios públicos, como el pritaneo, pórticos y un edificio en forma de pequeño teatro, tal vez el Bouleterión de Casopa. Parte del sector meridional del ágora se vino abajo. No obstante, las dimensiones de la división de la ciudad sugieren que para el ágora se hubiera reservado una extensión correspondiente a tres islas de casas, es decir 100 x 70-80 m. En el transcurso del siglo III a. C., se dio al ágora un carácter monumental con la construcción de estoas en los lados este y oeste. Tan solo se conserva bien la estoa norte, que estaba dividida en el interior en dos naves, constituidas por una columnata externa de orden dórico de 27 columnas, y de otra más interna, con una hilera de 12 pilastras cuadradas. De la estoa sur, que se ha derrumbado en gran parte, quedan solo restos cerca del ángulo suroeste del ágora. Frente a la columnata dórica, en una serie de 12 pedestales (4 semicirculares y 8 rectangulares) figuraban los decretos de los casopeos y se habían erigido en honor de algunos ciudadanos ilustres.

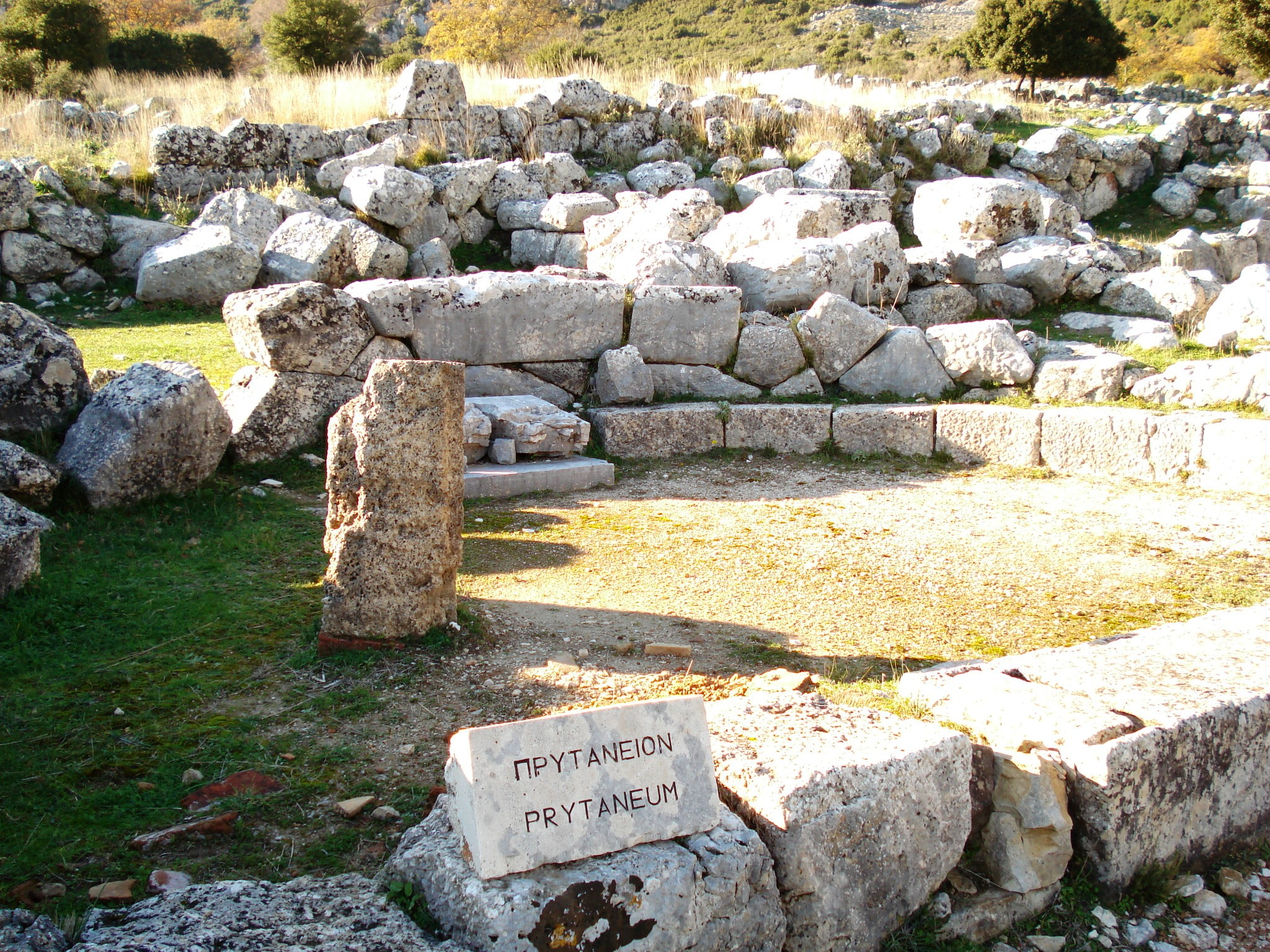
Pritaneo.

El Pritaneo, situado en el ágora,  mide 33 x 30, 30 m, y posee un peristilo rectangular sostenido por 26 pilastras octogonales coronadas por capiteles dóricos. Se accedía a él a través de una entrada situada al sur, provista de tres pilastras octogonales semejantes a las del peristilo. En cada uno de los lados del patio había habitaciones, en las que se han hallado restos de hogares y de banquetas usadas para los banquetes de los pritanos. Se desconoce la función de las habitaciones del piso superior del pritaneo. para la construcción de los  muros de este edificio se emplearon grandes pilastras hechas de troncos de madera alternados con tiras de ladrillos. El edificio fue destruido en el siglo II a. C. poco después de la batalla de Pidna.
En el lado sur del ágora se encontraba el Odeón de la ciudad, cuya función fue la de servir de sala de reuniones al consejo de la ciudad. el edificio, que data del siglo III a. C., podía albergar hasta 250 personas.
En el mismo siglo se construyó en el noroeste de la ciudad un gran teatro, cuya cávea se apoyaba en la pendiente de los montes que dominaban la ciudad por la parte norte. El proscenio estaba decorado con seis pilastras dóricas.
El único edificio religioso de Casopa conocido a través de las excavaciones se halla en el ángulo noreste del yacimiento arqueológico. Se trata de un hipogeo, a cuya cámara funeraria, con bóveda semicircular, se accedía a través de un corredor de casi 6 m de longitud. Por encima de la cámara sepulcral se levantaba, como indicación de la tumba, un edificio del que se conservan pocos restos. Dado que la tumba se halla en el interior de la muralla y estaba separada de los otros edificios por medio de un bastión, como en el caso de un recinto sagrado, se ha especulado con que debió ser el cenotafio de algún héroe local, tal vez Amino, héroe epónimo de los aminos-casopeos, mencionado por Esteban de Bizancio.